# Muzeum Ziemi Usteckiej w Ustce
Muzeum Ziemi Usteckiej w Ustce – muzeum z siedzibą w Ustce. Muzeum jest prowadzone przez Towarzystwo Przyjaciół Ustki, powstałe w 1993 roku.
Idea utworzenia muzeum regionalnego w Ustce powstała w 1995 roku, kiedy to w usteckiej Bałtyckiej Galerii Sztuki została zorganizowana przez Towarzystwo wystawa, poświęcona 50-leciu miasta. W rok później rozpoczęto budowę gmachu muzeum, który miał być repliką XVIII wiecznego domu o konstrukcji ryglowej. Ostatecznie placówka została otwarta w czerwcu 2000 roku.
W muzeum prezentowana jest wystawa stała, poświęcona historii Ustki, począwszy od XIX wieku. Wśród eksponatów znajdują się m.in. dawne fotografie, przedmioty codziennego użytku, zabytki techniki. Część ekspozycji poświęcona jest nieistniejącej już Stoczni "Ustka". Ponadto placówka organizuje liczne wystawy czasowe.
Muzeum jest obiektem całorocznym, czynnym codziennie z wyjątkiem poniedziałków. Wstęp jest płatny.

## Zbiory muzeum

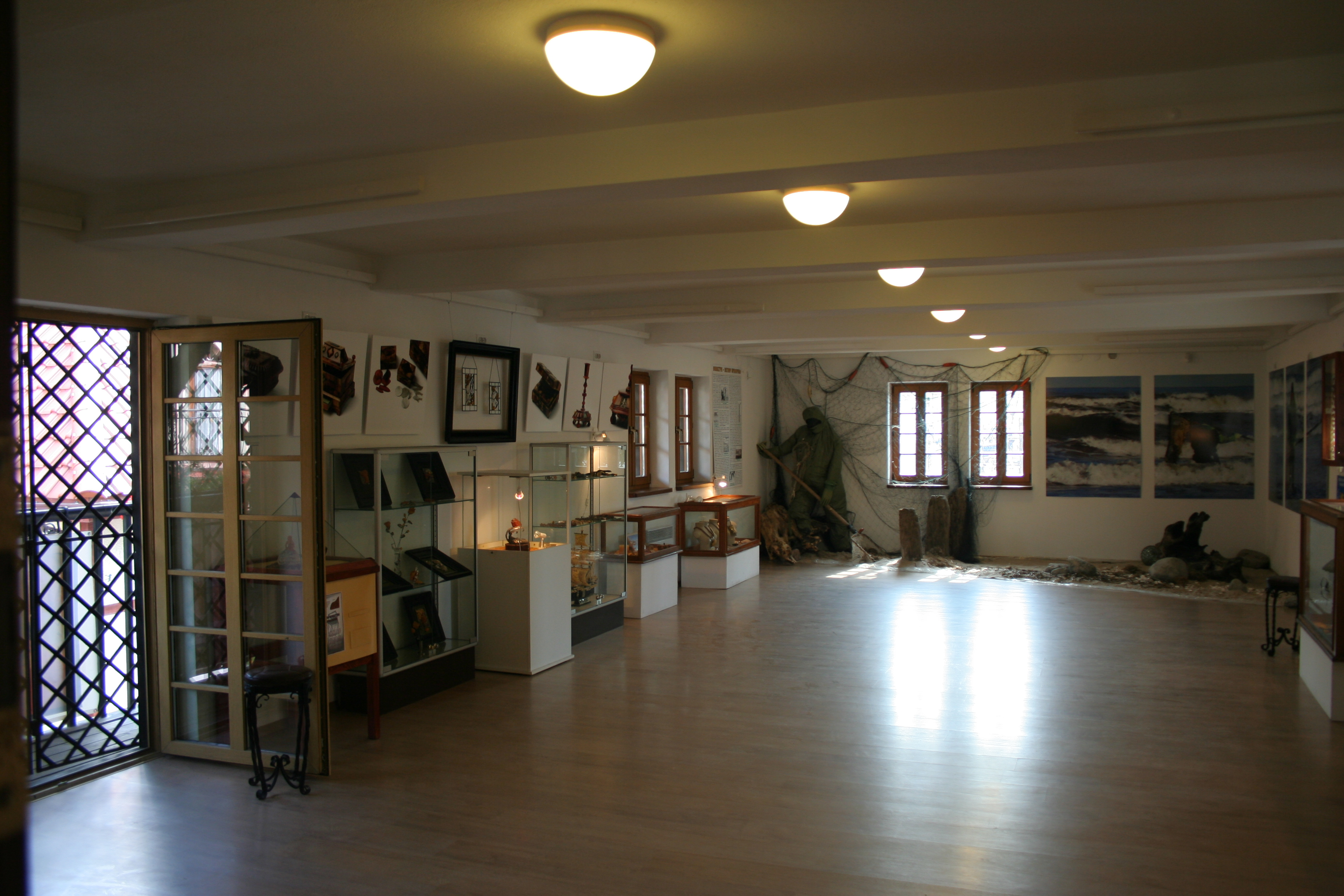
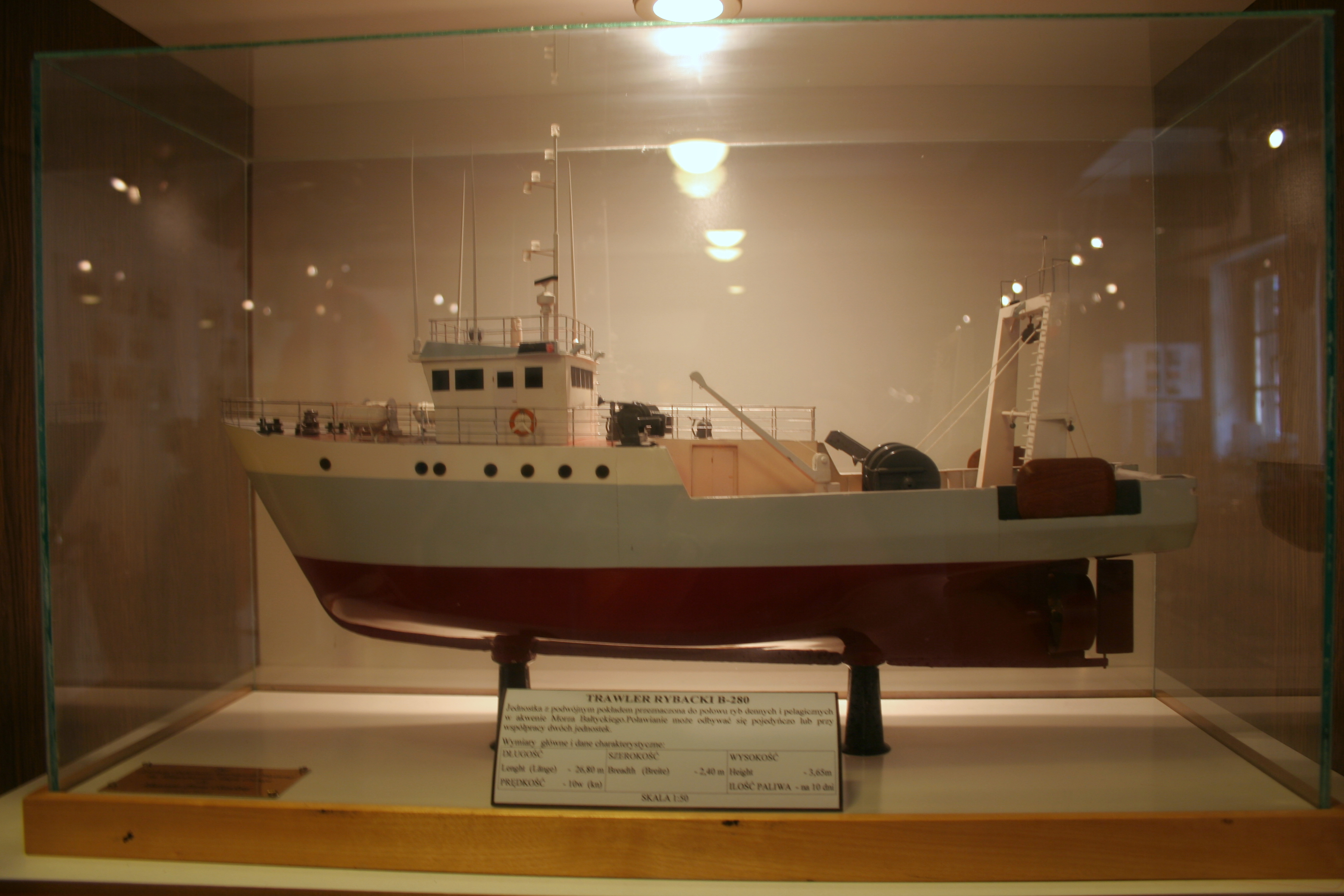
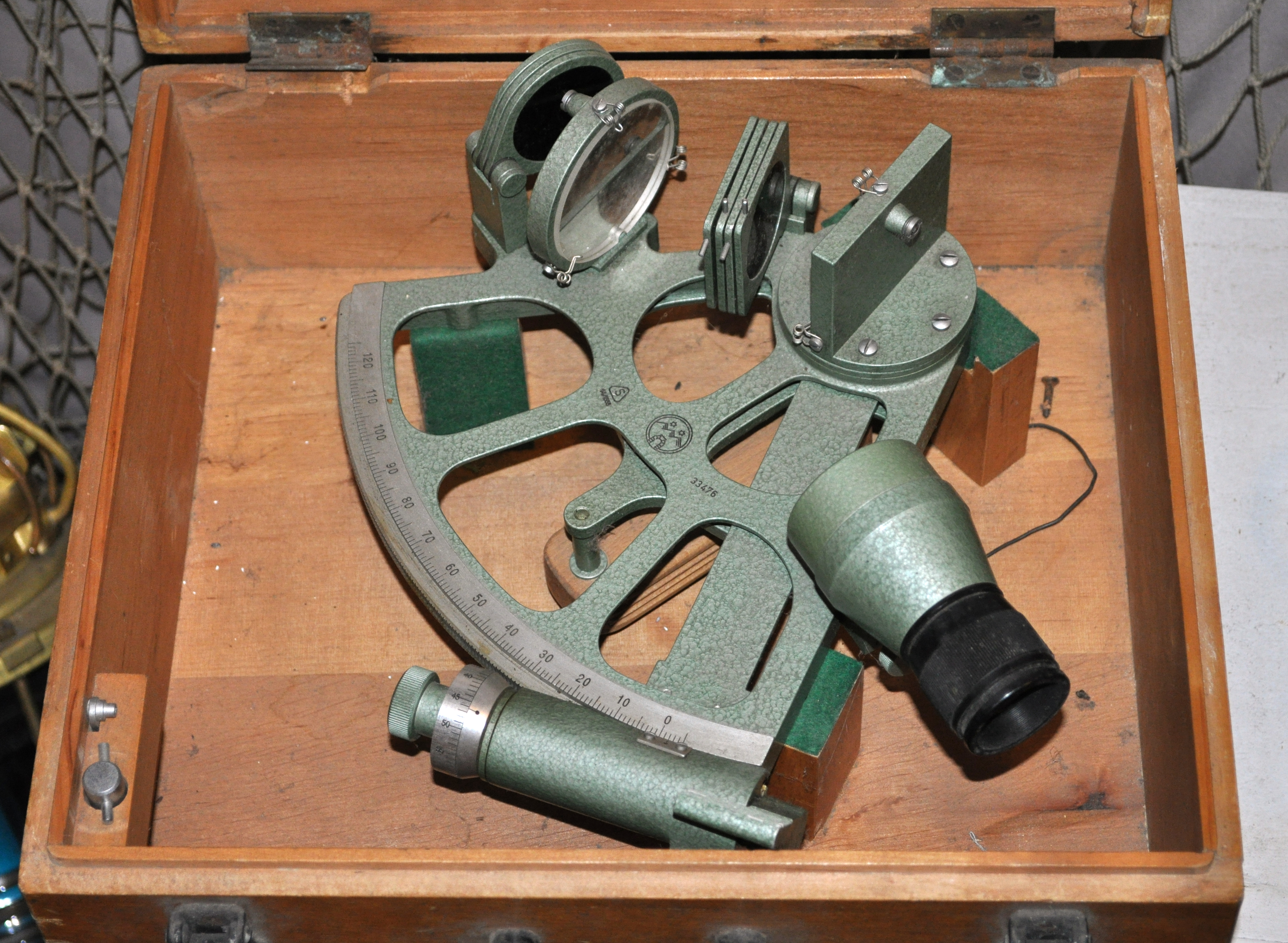
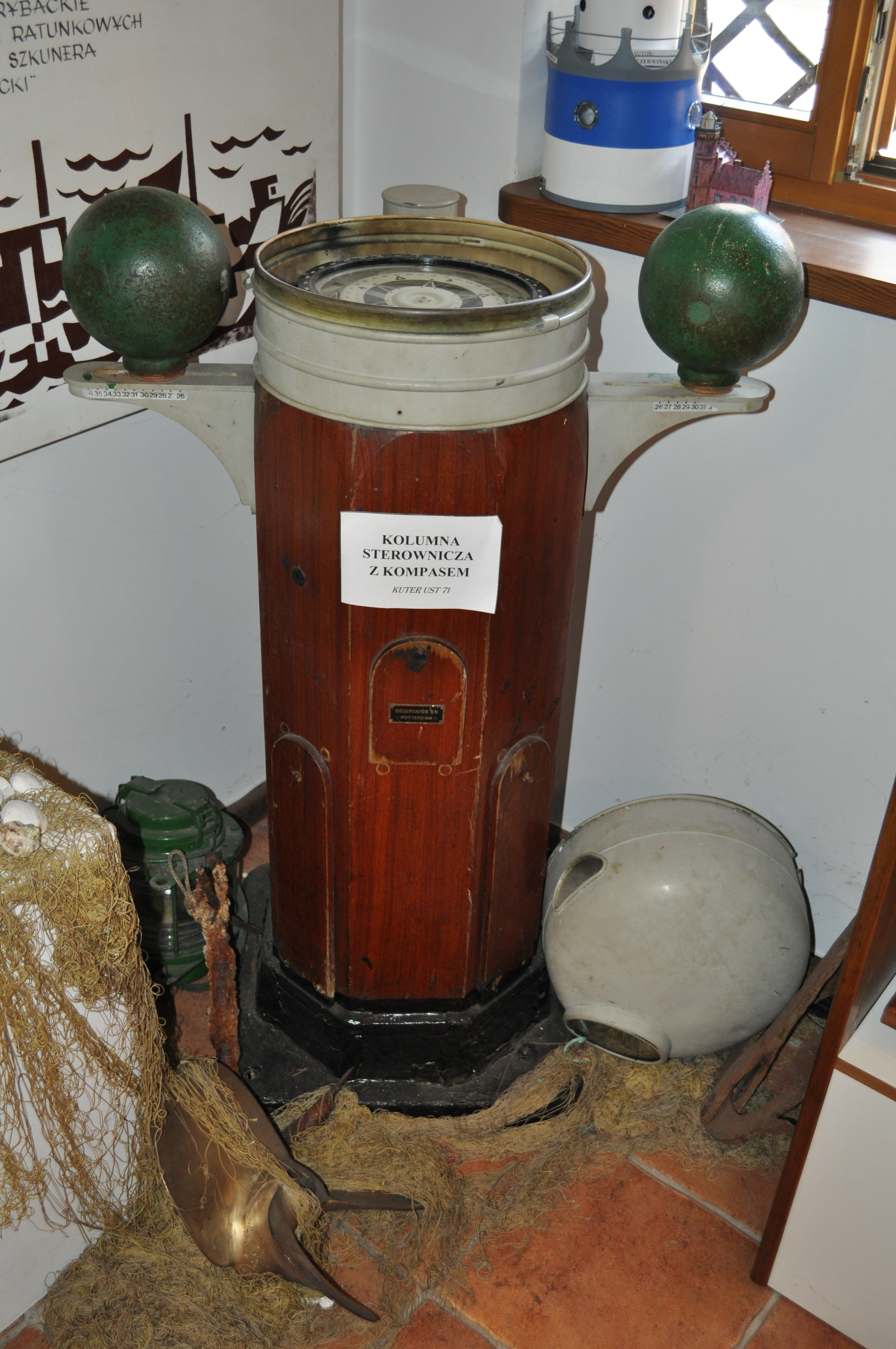
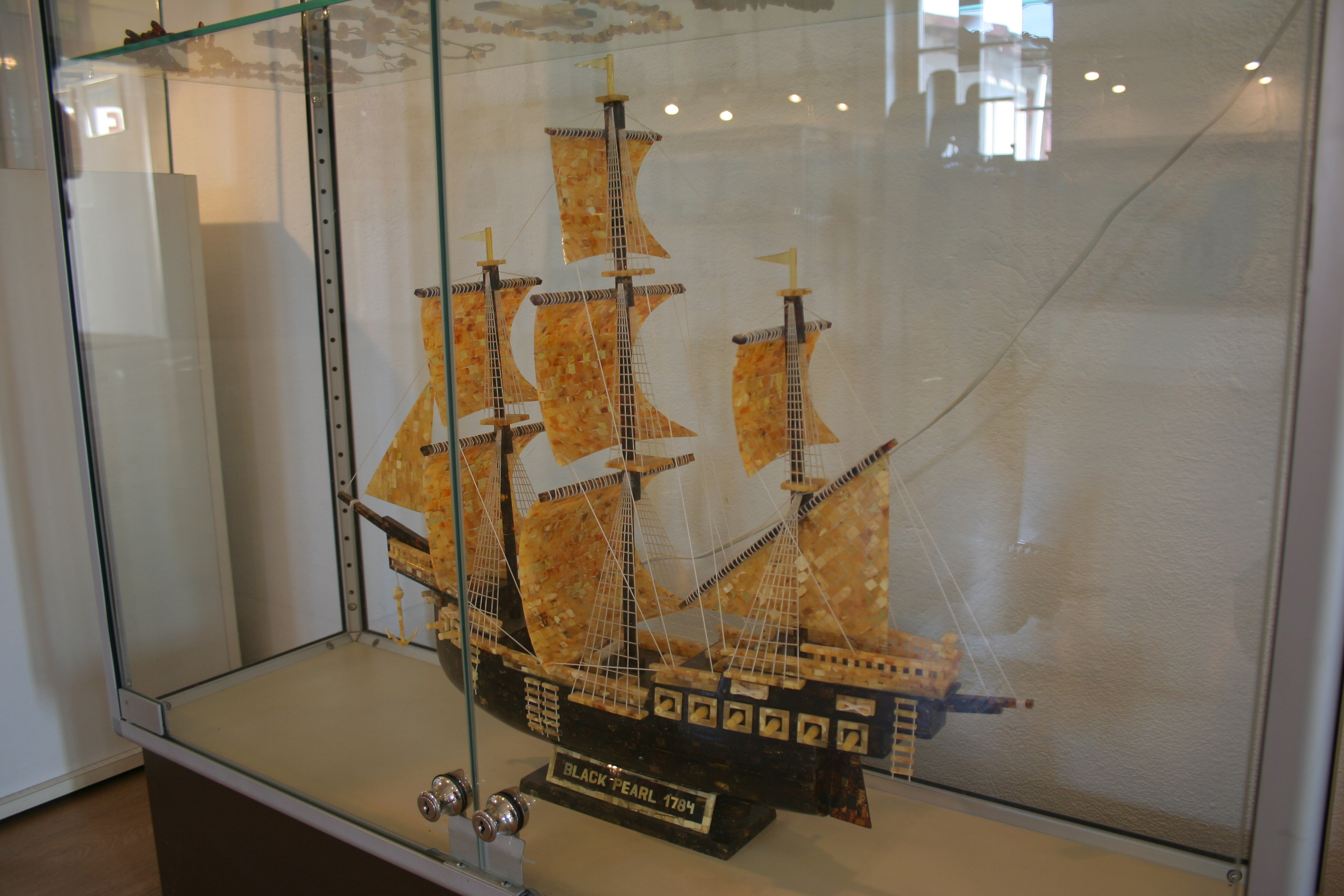
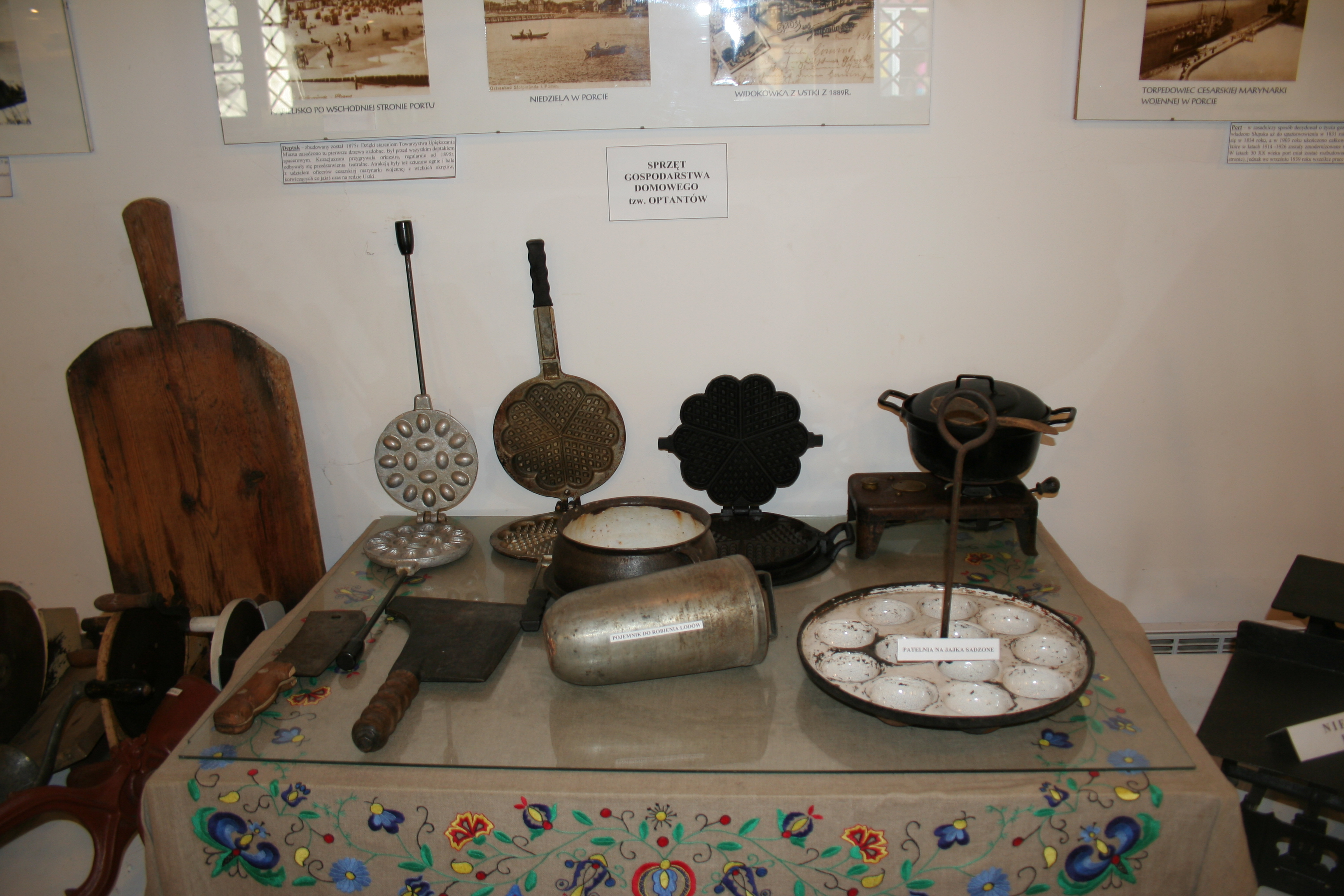